# 劳特拉赫
劳特拉赫（德語：Lautrach，發音：[ˈlaʊtʁax]）是德国巴伐利亚州施瓦本行政区下阿尔高县的市镇，面积8.07平方千米，2023年12月31日人口为1,260人。